# 五月真理矢
五月 真理矢（さつき　まりや、1958年5月3日 - ）は、日本の映画監督、プロモーションビデオ監督、コラムニスト、DJ、元・女優。旧名は五月マリア（さつき　マリア）。

## 経歴
1958年、東京の広尾に生まれる。義父は詩人の金井直。
1976年、洗足学園大学高等学校を卒業後、劇団昴の研究生になる。女優デビューし、多数のピンク映画に出演。1982年、23歳の時に小水一男監督の推薦により『変態若妻責め』で監督デビュー。プロモーションビデオの演出も手掛ける。

## 作品

### 監督
- 変態若妻責め（1983年、新東宝映画）[3][4]
- さよなら朝霧友香 濡れてBYE BYE（1983年、東映ビデオ）[2]
- シングル・ガール ひとり寝の指（1984年、ミリオンフィルム）[2][4][5]
- オリーブ少女の恋 東山絵美（1987年、にっかつ）[2][6]

#### プロモーションビデオ
- プリンセス・プリンセス・デビューＰＶ（1985年）[2]
- 願い、祈り、詩・アントニオガウディ（1985年）[2]

### 出演
- マリアの告白 少年狩り（1980年、ミリオンフィルム）[4]
- 女高生若い獣たち（1980年、大蔵映画）[4]
- 少女娼婦（1980年、新東宝）[4][7]
- （秘）盗聴 しゃぶり泣き（1980年、ワタナベプロ）[4]
- 少女暴性族（1980年、大蔵映画）[4] - 主演
- 少女悶絶（1980年、大蔵映画）[4] - 主演
- 若妻暴行 喘ぐ（1980年、ミリオンフィルム）[4][7]
- 浮気な人妻 金曜日の誘惑（1980年、新東宝映画）[8]
- ニッポン痴漢列島（1981年、ミリオンフィルム）[4][9]
- セックスショック 乱暴（1981年、大蔵映画）[4]
- 赤い娼婦 突き刺す（1981年、ミリオンフィルム）[4]
- 悶えて濡れて（1981年、新東宝映画）[4]
- 暴行壺あらそい（1981年、大蔵映画）[4]
- セミドキュメント　覗かれて濡れる（1981年、現代映像企画）[4]
- 団地妻 今夜も狂わせて（1981年、ミリオンフィルム）[4]
- 女教師 スキャンダル（1981年、ミリオンフィルム）[4]
- 拷問性奴隷（1981年、新東宝）[4]
- セックスドキュメント くい込む（1981年、ワタナベプロ）[4]
- カレッジギャル 暴行失神（1981年、大蔵映画）[4]
- 強烈セックス 欲情看護婦（1981年、新東宝）[4] - 主演
- キャッチガール 舌戯悶絶（1981年、ミリオンフィルム）[4]
- 痴漢電車 発射オーライ（1981年、新東宝）[7]
- 痴漢電車 いたずらな指（1982年、現代映像企画））[7]
- バイオレンス・ポルノ 縄と暴行（1982年、ミリオンフィルム）[4]
- 暴行性犯罪史 処刑（1982年、新東宝映画）[4]
- バイオレンス・ポルノ 縄姦（1982年、ミリオンフィルム）[4]
- 刺青女を縛る 蛇と牡丹（1982年、新東宝映画）[4]
- ミミズのうた（1983年、自主映画、佐野和宏監督）[4][7][9]
- 女狩り集団凌辱（1985年、新東宝映画）[4]

#### テレビドラマ
- 旅がらす事件帖（1981年）

### 著作
- こんな男と寝てみたい―女の性感帯教えます（壱番館書房）1982年5月 ASIN B000J7N574 - 五月マリア名義[10]
- アポトーシスの寓話 虫駕籠より（活字文芸誌ZOWV10号・12号、2007年 - 2008年）[11]